# Philine mera
Philine mera is een slakkensoort uit de familie van de Philinidae. De wetenschappelijke naam van de soort is voor het eerst geldig gepubliceerd in 1969 door Ev. Marcus & Er. Marcus.